# Гальванокаустика
Гальванокаустика (также известная как гальванотермия, термокаустика, электрокаустика; от гальвано… и греч. kaustikós — жгучий) — прижигание, разрушение и разъединение тканей с помощью платиновой проволоки, накаленной электрическим током.

## История изобретения
Накаленная платиновая игла введена в хирургическую технику для так называемой гальванопунктуры уже давно, но обстоятельно гальванокаустика была разработана и распространена Mиддельдорфом в 50-60 годах XIX века. Накаленная электротоком платиновая проволока с большим успехом заменяет нож и раскаленое железо в очень многих случаях, имея перед ними ряд преимуществ: прижигание ткани можно делать в таких глубоких частях, куда нельзя проникнуть без значительного повреждения ножом или раскаленным железом; разрезание ткани происходит без кровотечения; к назначенному пункту проволока может быть приложена холодной, а затем накалена на определенный срок времени и вынута и удалена холодной и т. д. Накаленная гальваническим током платиновая проволока употребляется также для свертывания крови в сосудах, например, при аневризмах.

## Совершенствование практики
Со временем, для гальванокаустики стали использовать металлические петли разной формы, получившие название гальванокаутеры, которые также накаливают электрическим током. В современной медицине данную процедуру применяют с целью разрушения и/или удаления небольших доброкачественных опухолей, для разделения сращений и спаек между тканями и органами в процессе болезни (такая операция как конхотомия носа), для остановки кровотечения в капиллярах, также в косметических целях (выжигание татуировок и т. п.). Источниками тока в настоящее время могут служить гальванические элементы или аккумуляторные батареи. Может использоваться и преобразованное сетевое электричество.